# Alto Volta francés
El Alto Volta francés (en francés, Haute-Volta) fue una colonia francesa perteneciente al África Occidental establecida el 1 de marzo de 1919, desde territorios que habían sido parte de las colonias de Alto Senegal y Níger y la Costa de Marfil. La colonia se disolvió más tarde dividiéndose en Costa de Marfil, Sudán francés y Níger, el 5 de septiembre de 1932.
Tras la Segunda Guerra Mundial, el 4 de septiembre de 1947 la colonia fue restablecida como parte de la Unión Francesa, con sus anteriores límites. El 11 de diciembre de 1958 fue reconstituida como República autónoma del Alto Volta, dentro de la Comunidad Francesa, y dos años después, el 5 de agosto de 1960, consiguió total independencia.
El nombre Alto Volta indica que el país contenía el curso alto del río Volta (Volta Negro), y sus dos afluentes, el Volta Blanco y el Volta Rojo, afluente del anterior. Los colores de la bandera voltaica representan a estos tres ríos.

## Historia
Hasta el final del siglo XIX, la historia del Alto Volta estuvo dominada bajo los mossi, población la cual se cree que emigró hasta su situación actual en el norte de Ghana.
Cuando los franceses llegaron y reclamaron el área como suya en 1896, la resistencia mossi acabó con la toma de la capital, Uagadugú. En 1919, algunas provincias de Costa de Marfil se unieron en una colonia aparte denominada Alto Volta, en la federación del África Occidental Francesa. En 1932, la nueva colonia se disolvió hasta 1937, cuando fue convertida en una división administrativa denominada Costa Alta. Tras la II Guerra Mundial, los mossi volvieron a presionar para un estatus de territorio independiente y el 4 de septiembre de 1947, el Alto Volta se convirtió en un territorio del África Occidental Francesa por derecho propio.
Una revisión en la organización de los territorios franceses de ultramar comenzó con la aplicación de la Ley Básica (“Loi Cadre”) de 23 de julio de 1956. Esto fue seguido por unas medidas de reorganización aprobadas por el Parlamento francés en 1957 que aseguraban un alto grado de autogobierno a los territorios individuales. Alto Volta se convirtió en una república autónoma dentro de la Comunidad Francesa el 11 de diciembre de 1958.
Alto Volta logró su independencia el 5 de agosto de 1960. El primer presidente, Maurice Yaméogo, fue el líder de la Unión Democrática Voltaica (UDV). La constitución de 1960 aceptó el derecho a elección, por sufragio universal, de un presidente y una asamblea nacional por períodos de tiempo de 5 años. Tras llegar al poder, Yaméogo prohibió todos los partidos políticos excepto la UDV.

## Gobernadores coloniales

### Lugartenientes-gobernadores (1919-1932)
- Édouard Hesling (9 de noviembre de 1919 - 7 de agosto de 1927)
- Robert Arnaud (7 de agosto de 1927 - 13 de enero de 1928) (interino)
- Albéric Fournier (13 de enero de 1928 - 22 de diciembre de 1932)
- Gabriel Descemet (22 a 31 de diciembre de 1932)

### Gobernadores (1947-1958)
- Gaston Mourgues (6 de septiembre - 1947 a 29 de abril de 1948) (interino)
- Albert Mouragues (29 de abril de 1948 - 23 de febrero de 1953)
- Salvador Jean Étcheber (23 de febrero de 1953 - 3 de noviembre de 1956)
- Yvon Bourges (3 de noviembre de 1956 - 15 de julio de 1958)
- Max Berthet (15 de julio a 11 de diciembre de 1958) (interino)

- Datos: Q797440
- Multimedia: French Upper Volta / Q797440